# Leslie MacMitchell

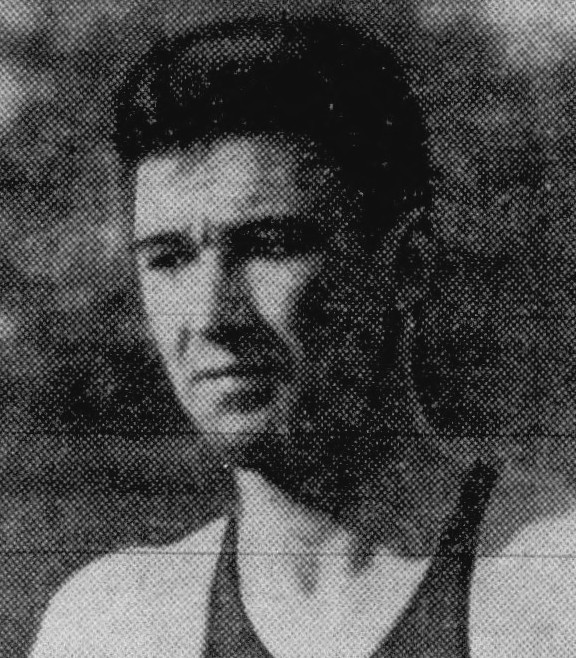

Thomas Leslie MacMitchell (* 26. September 1920 in New York; † 21. März 2006 in San José, Kalifornien) war der erfolgreichste US-amerikanische Mittelstreckenläufer der späten 1930er und 1940er Jahre. Er lief u. a. Hallenweltrekorde und wurde mit dem James E. Sullivan Award ausgezeichnet.

## Leben
MacMitchell litt an Diphtherie als 7-Jähriger, wodurch er vier Monate im Bett liegen und anschließend neu gehen lernen musste. Als Schüler der George Washington High School (New York City) in Manhattan wurde er amerikanischer High-School-Meister im Crosslauf und über 1000 Yards in der Halle. Er besuchte in der Folge die New York University (NYU), für die er 1939 und 1940 nationaler Crossmeister wurde und in Hallenrennen unbesiegt blieb. So wurde er 1941 der erste Gewinner des James E. Sullivan Award, der sein Studium noch nicht abgeschlossen hatte und erst 21 Jahre alt war. 1941 stellte er mit 4:07,4 min den Hallenweltrekord über 1 Meile im Madison Square Garden ein, der von Glenn Cunningham und Chuck Fenske gehalten wurde. 1941 wurde er sowohl in der Halle als auch im Freien amerikanischer Meister über eine  Meile. Nach weiteren Siegen schloss er sein Sportstudium 1942 ab und meldete sich freiwillig zur U.S. Navy. Er beendete den Krieg 1945 als Leutnant.
Nach dem Krieg versuchte er in der Hallensaison 1945/46 ein Comeback, was aber nur begrenzt gelang. Im Februar 1946 konnte er jedoch noch einmal amerikanischer Hallenmeister über eine Meile der AAU werden. Sein Versuch, sich für die Olympischen Sommerspiele 1948 zu qualifizieren, scheiterten, da die Trainingsmöglichkeiten für Leichtathleten, die nicht mehr studierten, relativ schlecht waren.
Nach Abschluss des Studiums arbeitete er in New York in der Schul- und Hochschulverwaltung und gehörte u. a. dreißig Jahre dem College Board an. Er war der Geschäftsführer der Brooklyn-Dodgers-Baseballmannschaft für deren Präsident Walter O’Malley. 2001 ging er in den Ruhestand und zog sich nach Kalifornien zurück, wo er ehrenamtlich Schulverwaltungen beriet und 2006 an Lungenentzündung verstarb.